# Havasi magcsákó
A havasi magcsákó (Dryas octopetala) a rózsavirágúak (Rosales) rendjébe, ezen belül a rózsafélék (Rosaceae) családjába tartozó faj. Mintegy másfél millió éve, a Duna-glaciális időszakából ismert először. A kainozoikumi eljegesedés fázisainak jellegzetes éghajlatjelző növénye, a hideg éghajlatot kísérő növénytársulást Dryas-flórának nevezik.

## Előfordulása
A havasi magcsákó az Alpok, a Pireneusok, a Kárpátok, az Appenninek és a Balkán-félsziget hegyvidékein él, de az északi félgömb más magashegységeiben is előfordul, például a Skandináv-hegységben, Észak-Amerikában és Ázsiában is.

## Alfaja
- Dryas octopetala subsp. octopetala

## Megjelenése
A havasi magcsákó örökzöld növény, kúszó-gyepes növekedésű, gazdagon elágazó szárú rácscserje; szárai csak 5–10  centiméter magasra emelkednek a talaj felszíne fölé, mirigyes szőrűek. A heverő részeken a levelek két sorba rendeződnek, a felemelkedő hajtásokon szórt állásúak. Rövid nyelű levelei hosszúkás elliptikusak, csipkés szélűek, szíves vállúak, mindkét végükön tompák, 0,5–1,5 centiméter hosszúak és 0,3–1 centiméter szélesek. Színük felül fényeszöld, fonákjuk ezüstfehéren molyhos. Virágai nagyok, nyolc, tejfehér, fordított tojás alakú szirommal, számos aranysárga porzóval.

## Életmódja
A havasi magcsákó üde mészkő-törmeléklejtőkön, sziklán, napfényes erdeifenyvesekben, gyakran lemosódva, kavicsos folyópartokon nő. Leggyakrabban 1200–2500 méter közötti magasságban. A virágzási ideje június–augusztus között van.

## Képek

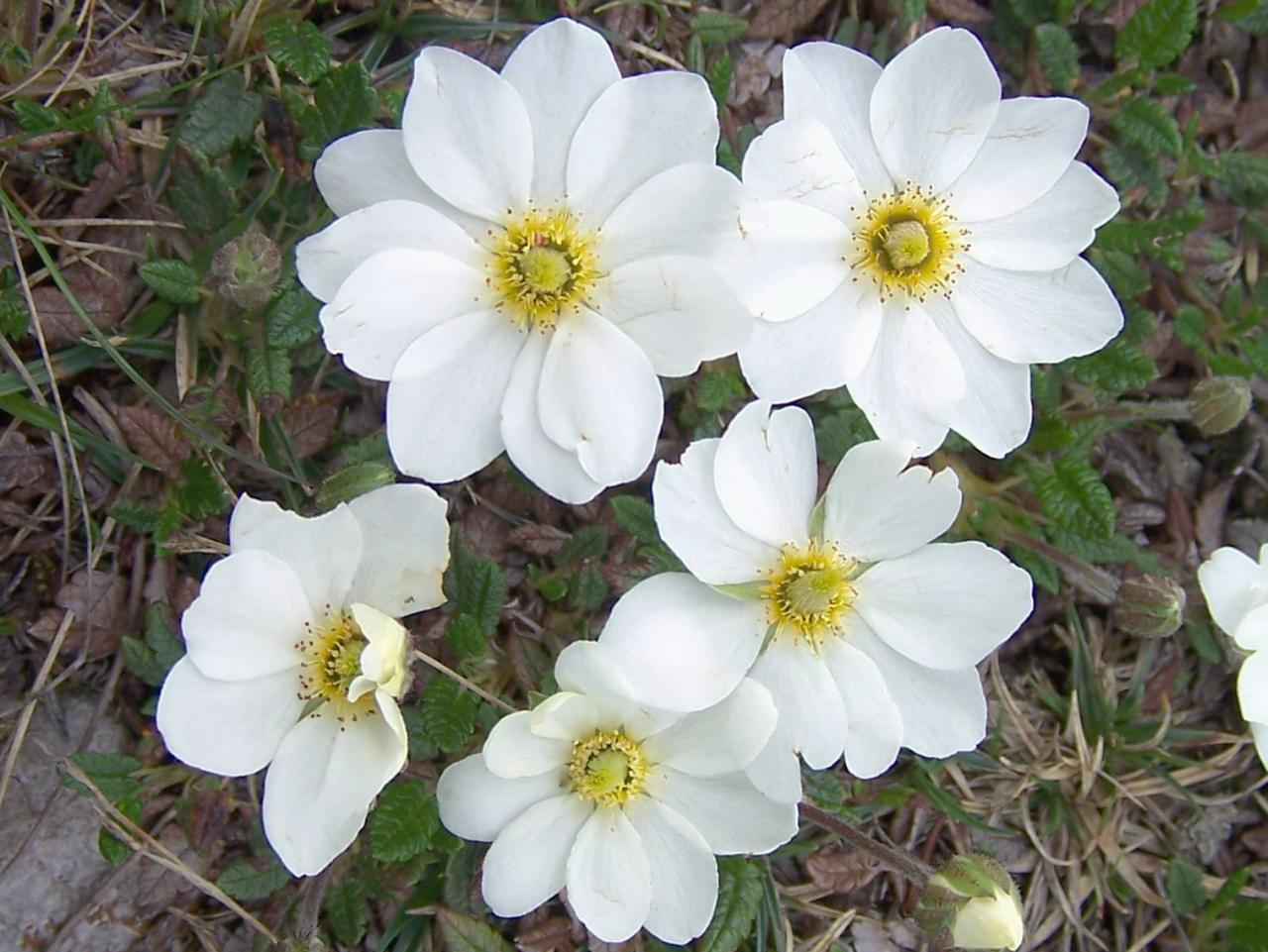
Virágai
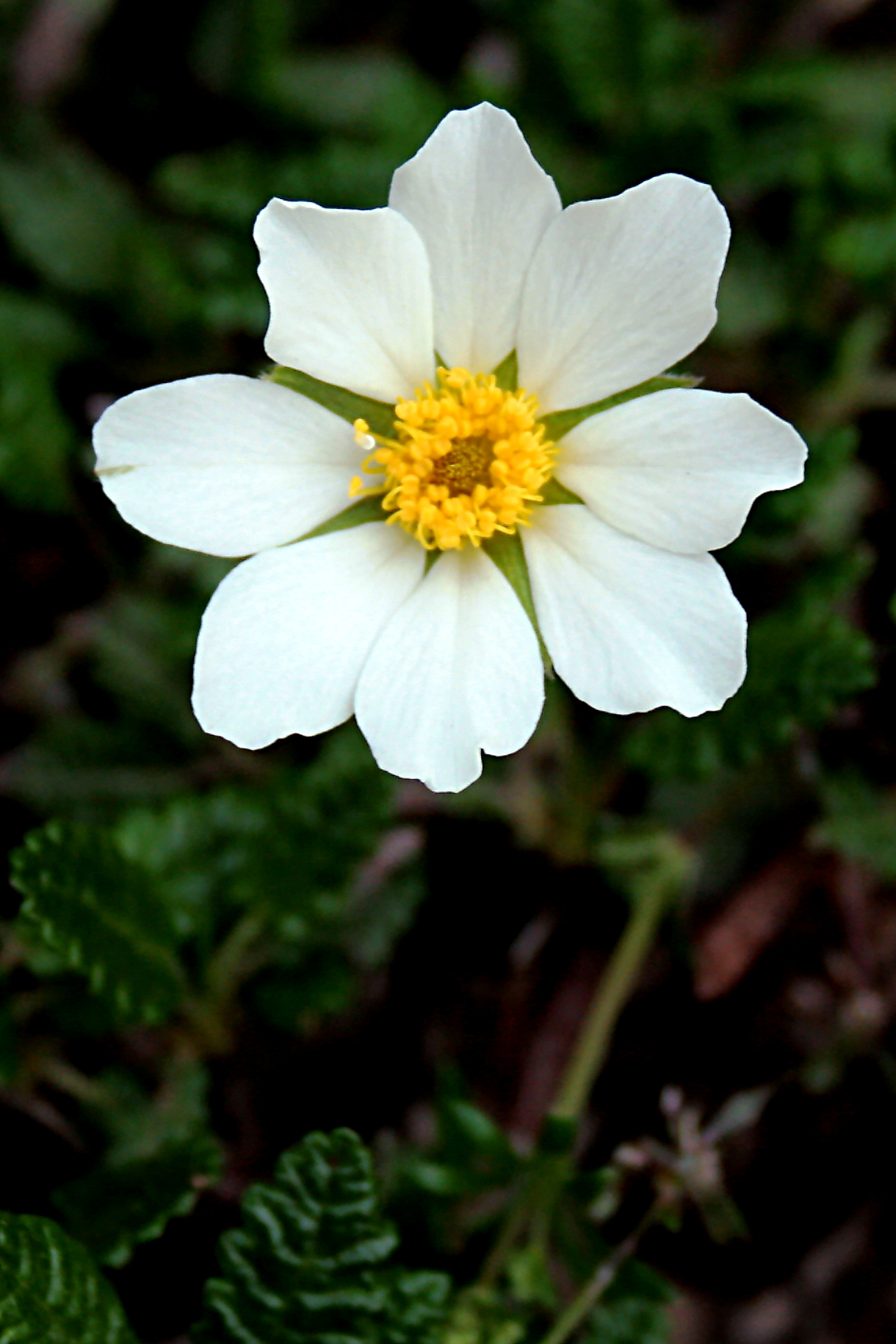
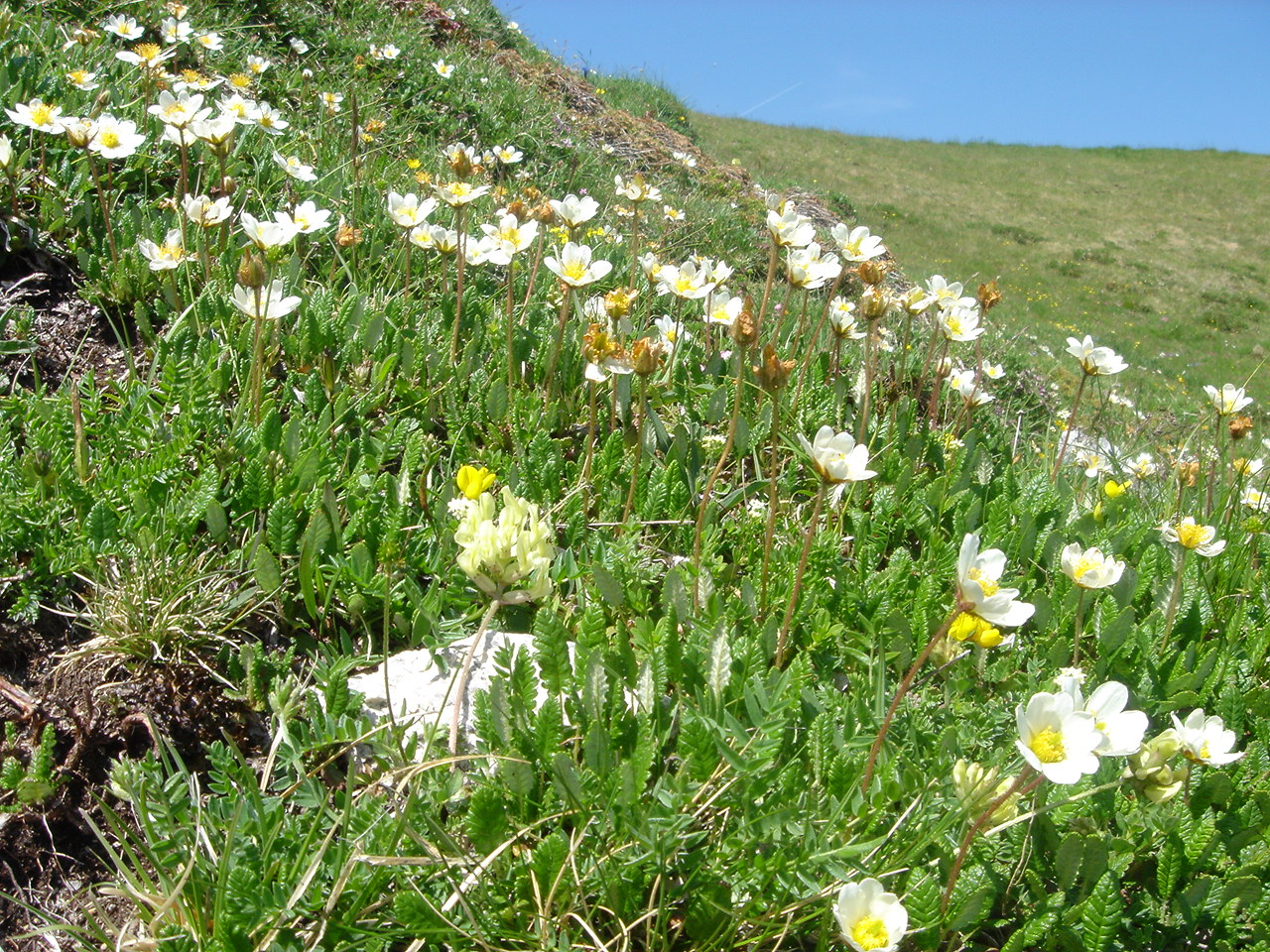
Mező
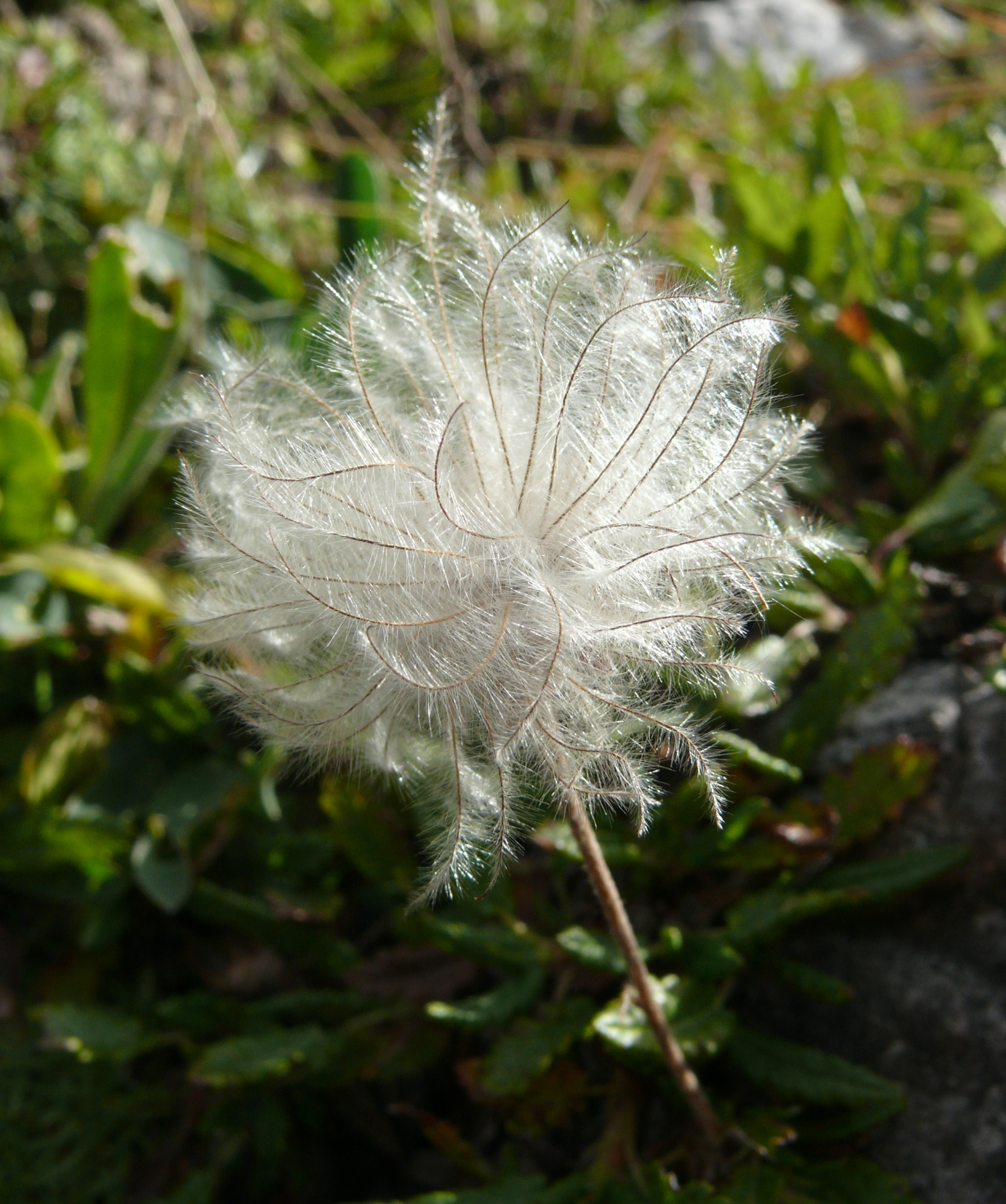
Magvas
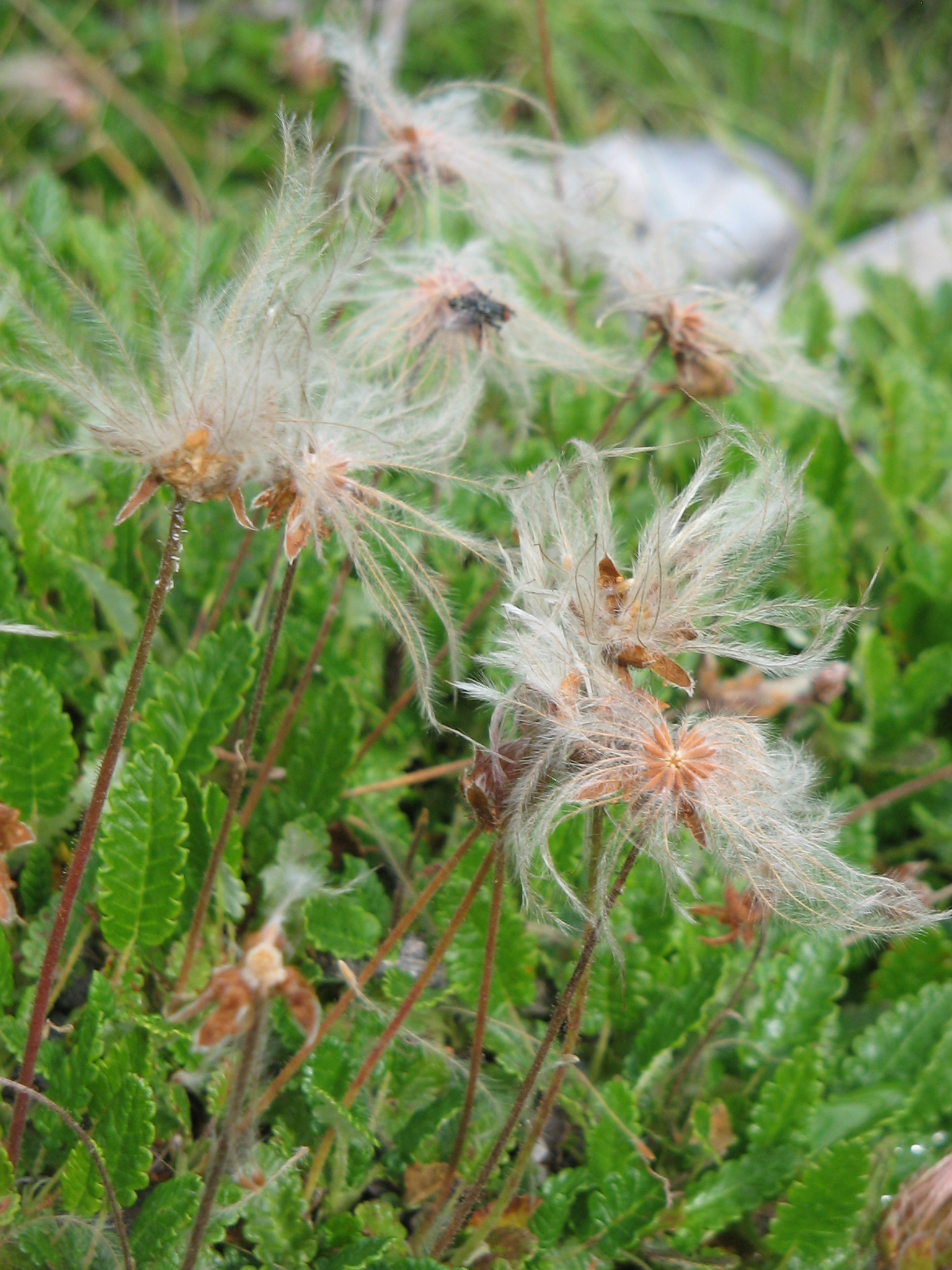
példányok
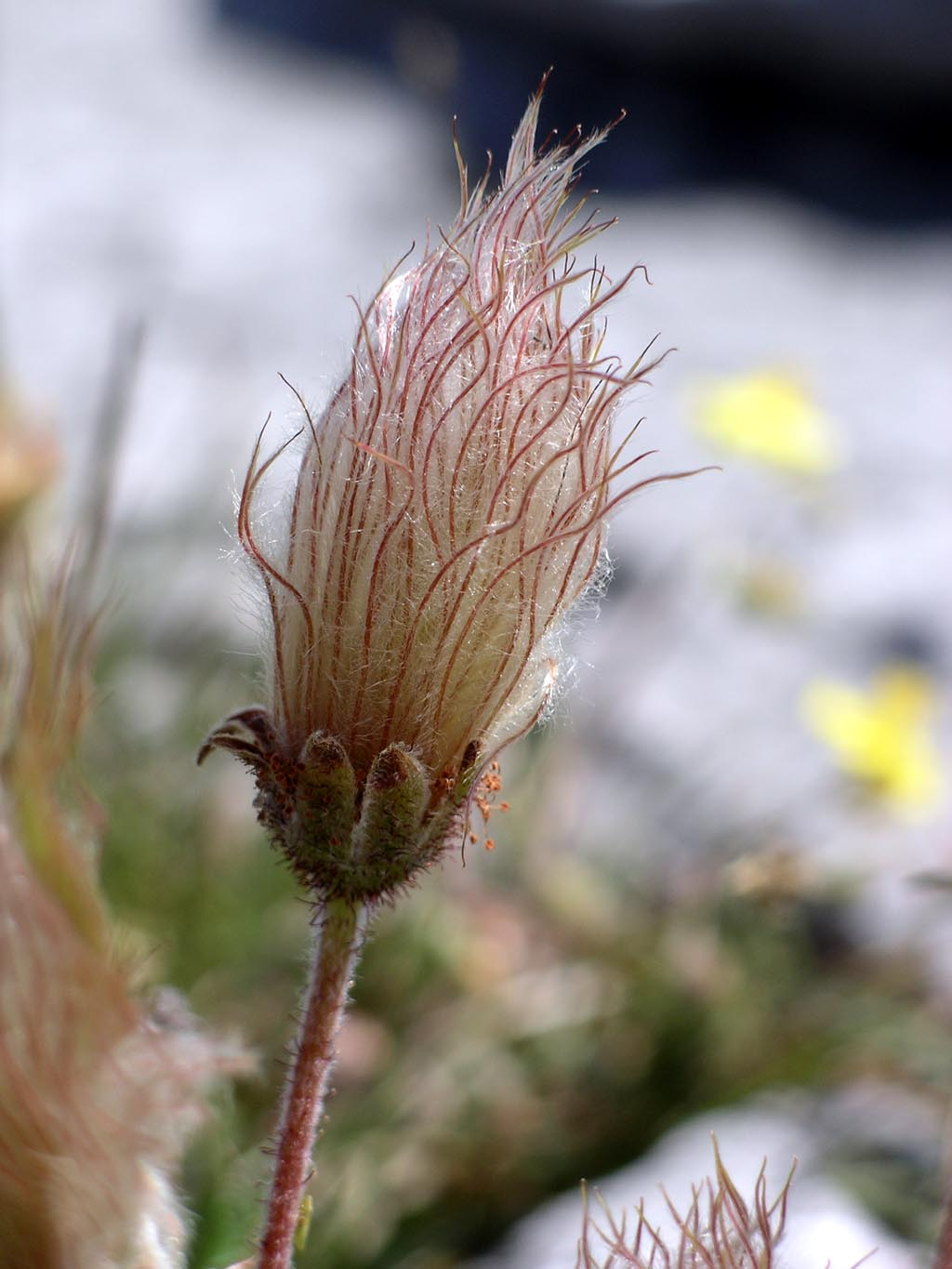
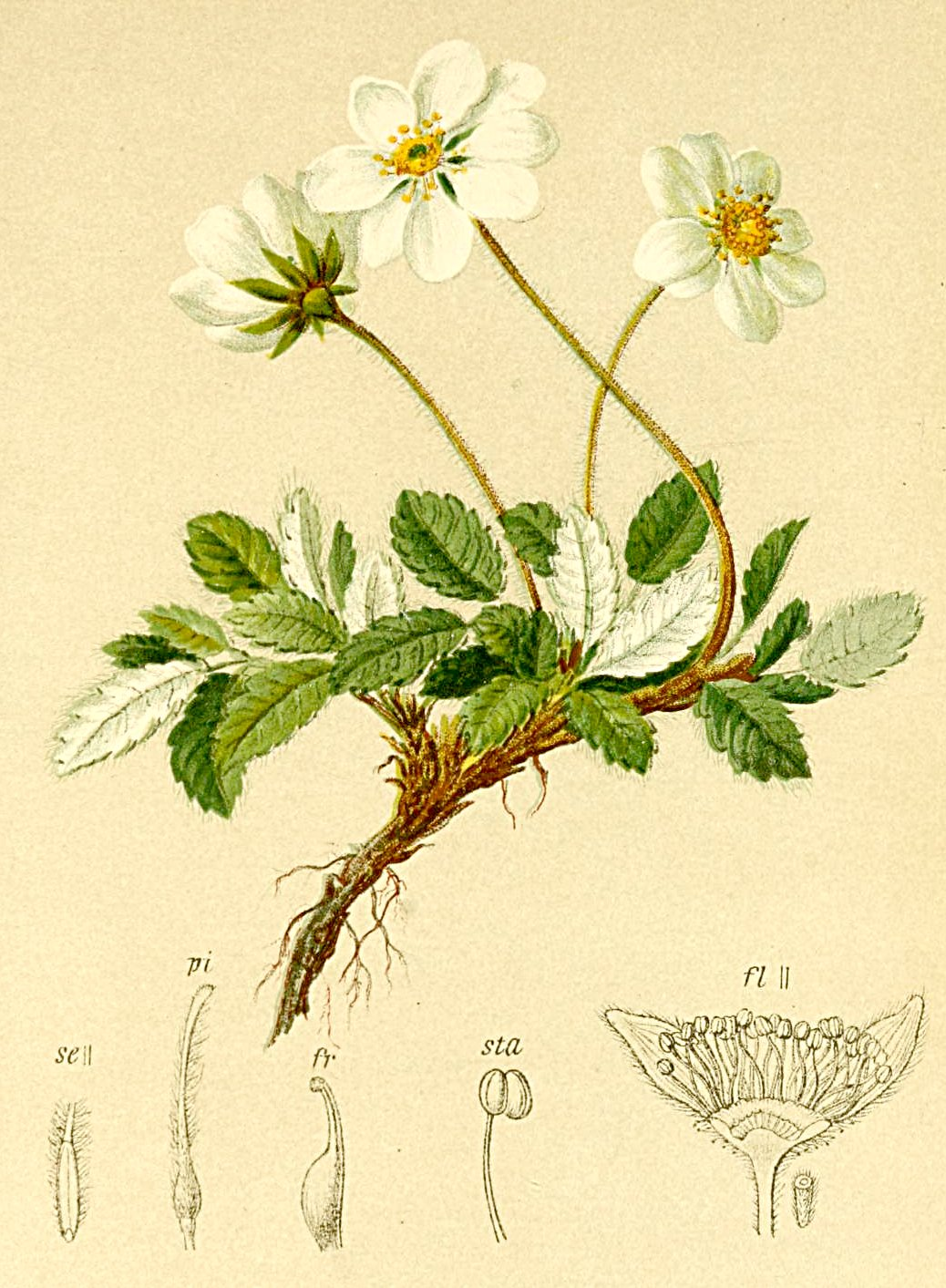
Rajz a növényről